# Svitlodarsk
Svitlodarsk (en ucraïnès: Світлодарськ, en rus Светлодарск) és una ciutat que pertany a l'óblast de Donetsk, a Ucraïna. Durant la invasió russa d'Ucraïna del 2022 la ciutat quedà controlada per les forces de la República Popular de Donetsk. El 2021 tenia 11.281 habitants.

## Geografia
Svitlodarsk està ubicada a la vora de l'embassament d'Uglegorsk, a 24 km al sud-est de Bakhmut, a 17 km de Debàltseve i a 58 km al nord-oest de Donetsk.

## Història
Svitlodarsk fou fundada el 1968 com un assentament urbà, arran de la construcció de la presa d'Uglegorsk per donar cabuda als treballadors de la central elèctrica de Vukhlekhirsk. Va rebre l'estatus de ciutat el 1992.
El 29 de març del 2013 es va produir un incendi a la central elèctrica de Vukhlekhirsk, en què va morir una persona i 11 foren hospitalitzades.
Durant les protestes pro-russes d'Ucraïna el 2014, Svitlodarsk fou controlada per la República Popular de Donetsk des del 29 d'abril del 2014 fins l'estiu d'aquell any, quan l'exèrcit ucraïnès va envair la ciutat. La ciudad estuvo en primera línea del frente de batalla y el 60% de los edificios resultaron destruidos.
Des del 24 de maig del 2022, Svitlodarsk quedà alliberada per les forces armades de la República Popular de Donetsk.